# Kuwaits flag
Kuwaits flag blev indført 7. september 1961 og officielt taget i brug 24. november 1961, da landet havde fået sin uafhængighed. Ved at vælge et flag i de panarabiske farver, dokumenterede staten Kuwait sin solidaritet med den øvrige arabiske verden.
- Wikimedia Commons har flere filer relateret til Kuwaits flag

| Flag | Spire Denne artikel om flag eller vexillologi er en spire som bør udbygges. Du er velkommen til at hjælpe Wikipedia ved at udvide den. |